# Conrad Dasypodius

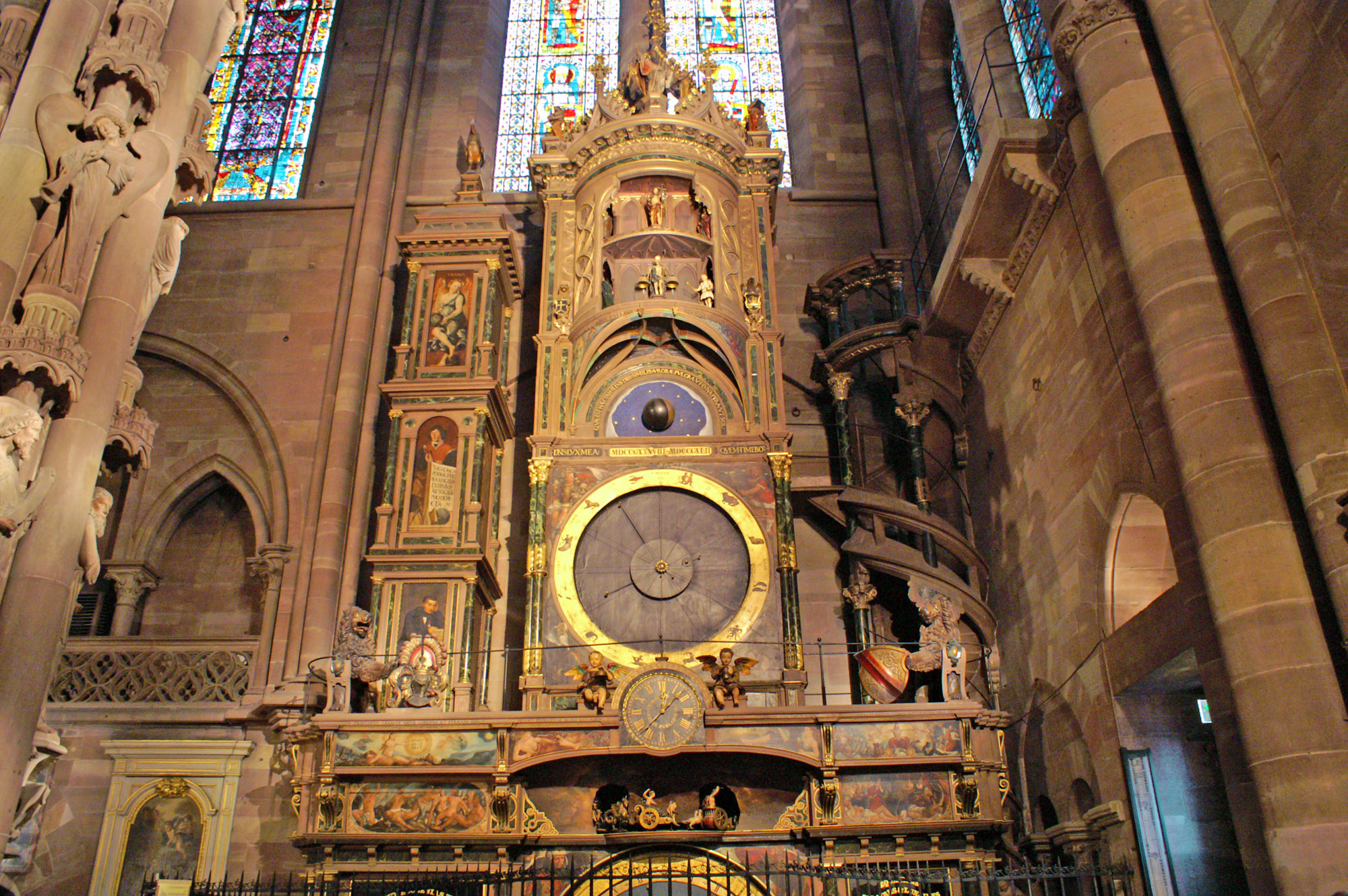
Det berömda astronomiska uret i Straßburger Münster.

Conrad Dasypodius (även Konrad Hasenfratz, Hasenfuß, Rauchfuß eller Raufuß), född 1530 eller 1532 i Frauenfeld, död 1600 eller 1601 i Straßburg, schweizisk professor i matematik vid universitetet i Straßburg, astronom och kanik vid Sankt Thomaskyrkan i Straßburg. Dasypodius lät 1572–1574 Isaac och Josias Habrecht från Schaffhausen tillverka det berömda astronomiska uret i Straßburger Münster; mellan 1838 och 1842 blev det rekonstruerat av fransmannen Jean-Baptiste Schwilgué. Han konstruerade ett helt nytt urverk.